# 16150 Клінч
16150 Клінч (16150 Clinch) — астероїд головного поясу, відкритий 9 грудня 1999 року.
Тіссеранів параметр щодо Юпітера — 3,319.